# Insurgencia guerrillera en Honduras
La insurgencia guerrillera en Honduras (también llamado Conflicto Armado Interno de Honduras) hace referencia a un período durante el cual diversos grupos guerrilleros de izquierda buscaron establecer un Estado socialista en Honduras. A diferencia de otros conflictos similares ocurridos en Centroamérica durante la guerra fría, las guerrillas locales de Honduras difícilmente pudieron realizar acciones de gran envergadura que pudiesen desembocar en un conflicto mayor.

## Desarrollo
La influencia de la revolución sandinista y la guerra civil en El Salvador, hizo que apareciera el Movimiento Popular de Liberación Chinchoneros (MPL) bajo el liderazgo de Fidel Martínez, militante del Partido Comunista de Honduras. Paralelamente surgieron la Fuerza Revolucionarias Populares Lorenzo Zelaya (FPRLZ), el Frente Morazanista para la Liberación de Honduras (FMLH), el Partido Revolucionario de los Trabajadores Centroamericanos de Honduras (PRTCH) y el Frente Patriótico Morazanista (FPM).
Entre las acciones del MPL estuvieron el estallido de bombas de propaganda en apoyo al FMLN (26 de enero de 1981), el secuestro de un avión de la empresa Servicios Aéreos de Honduras S.A. que fue llevada a Nicaragua (27 de marzo de 1981), entre otros. El PRTCH, en cambio, estaría involucrado en el intento de secuestro de Arnold Quiroz, gerente en Honduras de la transnacional del petróleo TEXACO.

## Operación Danto 88
La Operación Danto 88, fue una ofensiva militar planeada y ejecutada por el Estado Mayor del Ejército Popular Sandinista (EPS). El objetivo era destruir los campamentos de las guerrillas antisandinistas (los Contras) situados en Honduras; así como la toma y destrucción de la pista de Biliwás, el principal lugar de abastecimiento de las fuerzas contrarrevolucionarias. La operación fue dirigida contra bases establecidas, centros de entrenamiento que llegaban a tener de 13 mil a 15 mil hombres con complicidad de las Fuerzas Armadas de Honduras y con financiamiento económico y logístico del gobierno norteamericano de Ronald Reagan.
En una entrevista, Joaquín Cuadra quien era jefe del Estado Mayor del EPS al momento de la operación, explicó que esta persiguió los tres objetivos siguientes:
- 1.- Lograr una victoria estratégica sobre los Contras, destruyendo sus campamentos y demostrando la superioridad del EPS en el campo de batalla.

- 2.- Provocar un efecto mediático en la opinión pública estadounidense y mundial, al poner sobre el tapete que los Contras tenían campamentos en Honduras.

- 3.- Obligar a los Contras a sentarse a la negociación de un alto al fuego en las peores condiciones posibles.

### Últimos incidentes
Entrando en los años 90, varios grupos empezaban a barajar la posibilidad de bajar las armas, teniendo ataques de menor envergadura.
El 23 de septiembre de 1992 son secuestrados por excombatientes un obispo y a un oficial hondureño y el ministro del Interior de Costa Rica Luis Fishman Zonzinski, siendo este último el primero en ser liberado, al día siguiente. Orlando Ordoñez Betancourt, identificado como el perpetrador del hecho, exigió ser trasladado a México, donde fue arrestado por autoridades del país.

Despues entre 1993 hasta 1996 Los Guerrilleros de Honduras estaban a punto de desaparecer uno de ellos El Movimento Popular de Liberacion Cinchoneros que dejo de existir en 1992 que han sido atacados por el Ejecito de Estados Unidos y el Ejercito de Honduras, El Presidente Rafael Leonardo Callejas y Carlos Roberto Reina mando a sus Tropas atacar a los ultimos guerrilleros que estuveron por ultima en Honduras, Los Ultimos Guerrilleros de America Central ayudaron a los Guerrilleros de las Fuerzas Revolucionarias Populares Lorenzo Zelaya,Partido Revolucionario de los Trabajadores Centroamericanos,y el Frente Partiotico Morazanista, En el año entre 1995 hasta 1996 los Ultimos Guerrilleros se rindieron despues de la Caida de los Guerrilleros de Honduras que estuveron en los 1980s.

## Movimientos guerrilleros
- Fuerza Revolucionarias Populares Lorenzo Zelaya
- Movimiento Popular de Liberación- Cinchoneros
- Frente Morazanista para la Liberación de Honduras
- Partido Revolucionario de los Trabajadores Centroamericanos-Honduras
- Frente Patriótico Morazanista